# Abdou Moumouni
Abdou Moumouni (Lomé, 19 de novembro de 1982) é um ex-futebolista profissional togolês que atuava como meia.

## Carreira
Abdou Moumouni representou o elenco da Seleção Togolesa de Futebol no Campeonato Africano das Nações de 2000 e 2002.